# Правительство Берлускони (первое)
Правительство Дини — 51-е правительство Итальянской Республики, действовавшее с 10 мая 1994 по 17 января 1995 года под председательством Сильвио Берлускони.

## Общие сведения
Первое правительство, сформированное парламентом XII созыва, сменило правительство Чампи.

## История
10 мая 1994 года Сильвио Берлускони сформировал своё первое правительство, которое существовало до 17 января 1995 года (он подал в отставку 22 декабря 1994 года, когда кабинет лишился поддержки парламентского большинства и последовали две инициативы голосования за доверие — со стороны Лиги Севера и Итальянской народной партии). Созданию этого правительства предшествовал кризис итальянской политической системы, который начался зимой 1993 года вследствие вакуума, образовавшегося в разгар операции «Чистые руки» из-за коррупционных обвинений против основных партий страны. В январе 1994 года в эфире всех телевизионных компаний Берлускони появилось его обращение с разъяснениями мотивов, побудивших включиться в политическую борьбу, а уже 27 марта 1994 года состоялись выборы, победу на которых одержала «Вперёд, Италия» в союзе с Лигой Севера и Национальным альянсом-Итальянским социальным движением. В июне 1994 года после победы правоцентристов на европейских и муниципальных выборах Акилле Оккетто ушёл в отставку с поста национального секретаря Демократической партии левых сил (в июле его сменил Массимо Д’Алема). В ноябре 1994 года Берлускони был вызван в прокуратуру Милана для дачи показаний по делу его финансовой группы, в декабре видный участник операции «Чистые руки» Антонио Ди Пьетро ушёл в отставку. 17 декабря 1994 года Лига Севера решила выйти из правительства и перейти в оппозицию, а 19 декабря инициировала вотум доверия правительству. 22 декабря 1994 года Берлускони явился в Квиринальский дворец и передал президенту Италии Оскару Луиджи Скальфаро заявление об отставке.

## Список

### Аппарат правительства
| Ведомство                | Должность и имя                                       | Младшие статс-секретари |
| ------------------------ | ----------------------------------------------------- | --- |
| Аппарат Совета министров | Председатель Совета министров Сильвио Берлускони (ВИ) | - Джанни Летта (независимый) — секретарь Совета министров со сферой ответственности в области массовых зрелищ, туризма и спорта - Омбретта Фумагалли-Карулли (ХДЦ) — гражданская оборона - Луиджи Грилло (ЛДФ) — бюджетные вопросы |
| Аппарат Совета министров | Вице-премьер Роберто Марони (ЛС)                      | - Джанни Летта (независимый) — секретарь Совета министров со сферой ответственности в области массовых зрелищ, туризма и спорта - Омбретта Фумагалли-Карулли (ХДЦ) — гражданская оборона - Луиджи Грилло (ЛДФ) — бюджетные вопросы |
| Аппарат Совета министров | Вице-премьер Джузеппе Татарелла (НА-ИСД)              | - Джанни Летта (независимый) — секретарь Совета министров со сферой ответственности в области массовых зрелищ, туризма и спорта - Омбретта Фумагалли-Карулли (ХДЦ) — гражданская оборона - Луиджи Грилло (ЛДФ) — бюджетные вопросы |

### Министры
| Должность                                                         | Имя                           | Младшие статс-секретари                                                                             |
| ----------------------------------------------------------------- | ----------------------------- | --------------------------------------------------------------------------------------------------- |
| Министр иностранных дел                                           | Антонио Мартино (ВИ)          | - Ливио Капуто (ЛС) - Франко Роккетта (ЛС) - Виченцо Трантино (НА-ИСД)                              |
| Министр внутренних дел                                            | Роберто Марони (ЛС)           | - Маурицио Гаспарри (НА-ИСД) - Марианна Ли Кальци (ВИ) - Доменико Ло Юкко (ВИ)                      |
| Министр помилования и юстиции                                     | Альфредо Бьонди (СЦ)          | - Джан Франко Анедда (НА-ИСД) - Марио Боргендзио (ЛС) - Доменико Контестабиле (ВИ)                  |
| Министр бюджета и экономического планирования                     | Джанкарло Пальярини (ЛС)      | - Иларио Флореста (ВИ) - Антонио Парлато (НА-ИСД)                                                   |
| Министр финансов                                                  | Джулио Тремонти (ЛДФ)         | - Роберто Аскуини (ЛС) - Филиппо Берселли (НА-ИСД) - Сандро Тревисанато (ВИ)                        |
| Министр казначейства                                              | Ламберто Дини (независимый)   | - Мариса Бедони (ЛС) - Сальваторе Чику (ВИ) - Джованни Монджелло (ХДЦ) - Антонио Растрелли (НА-ИСД) |
| Министр обороны                                                   | Чезаре Превити (ВИ)           | - Гуидо Ло Порто (НА-ИСД) - Мауро Полли (ЛС)                                                        |
| Министр общественного просвещения                                 | Франческо Д’Онофрио (ХДЦ)     | - Фортунато Алои (НА-ИСД) - Марьелла Мадзетто (ЛС)                                                  |
| Министр общественных работ                                        | Роберто Мария Радиче (ВИ)     | - Стефано Аймоне-Прина (ЛС) - Доменико Наниа (НА-ИСД)                                               |
| Министр сельскохозяйственных, продовольственных и лесных ресурсов | Адриана Поли-Бортоне (НА-ИСД) | - Паоло Скарпа-Бонацца-Буора (ВИ)                                                                   |
| Министр транспорта и мореплавания                                 | Публио Фьори (НА-ИСД)         | - Серджо Капелли (ЛС) - Джанфранко Миччике (ВИ)                                                     |
| Министр почт и телекоммуникаций                                   | Джузеппе Татарелла (НА-ИСД)   | - Антонио Марано (ЛС)                                                                               |
| Министр промышленности, торговли и ремёсел                        | Вито Ньютти (ЛС)              | - Джампьеро Беккариа (ВИ) - Франческо Понтоне (НА-ИСД)                                              |
| Министр здравоохранения                                           | Раффаэле Коста (СЦ)           | - Джулио Конти (НА-ИСД) - Джузеппе Нистико (ВИ)                                                     |
| Министр внешней торговли                                          | Джорджо Бернини (ВИ)          | |
| Министр труда и социального обеспечения                           | Клементе Мастелла (ХДЦ)       | - Кармело Порку (НА-ИСД) - Адриано Тезо (ВИ)                                                        |
| Министр культурного и природного наследия                         | Доменико Физикелла (НА-ИСД)   | |
| Министр окружающей среды                                          | Альтеро Маттеоли (НА-ИСД)     | - Роберто Лазанья (ВИ)                                                                              |
| Министр университетов, научных и технологических исследований     | Стефано Подеста (ВИ)          | - Джованни Мео-Дзильо (ЛС)                                                                          |

### Министры без портфеля
| Сфера ответственности                   | Имя                             | Младшие статс-секретари |
| --------------------------------------- | ------------------------------- | ----------------------- |
| Координация связей с Европейским союзом | Доменико Комино (ЛС)            |                         |
| Семья и социальная солидарность         | Антонио Гуиди (ВИ)              |                         |
| Государственная служба и дела регионов  | Джулиано Урбани (ВИ)            |                         |
| Итальянцы за рубежом                    | Серджо Берлингуэр (независимый) |                         |
| Связи с парламентом                     | Джулиано Феррара (ВИ)           |                         |
| Институциональные реформы               | Франческо Сперони (ЛС)          |                         |